# 北沢慶
北沢 慶（きたざわ けい、1972年 - ）は京都生まれの小説家、ライトノベル作家、ゲームデザイナー。グループSNE所属。神戸芸術工科大学卒業。学士（芸術工学）の学位を取得。

## 作品リスト

### 小説
- モンスター・コレクション・ノベル
イエル編（完結） エルリク編（完結）　マリア編（完結） アーヴィン英雄伝（完結）
- モンコレ・クイズブック私立モンコレ学園
- 爆裂！マインレイヤー
- デモンパラサイト（完結）
- ソード・ワールド2.0ノベル
剣をつぐもの（完結）堕女神ユリスの奇跡（完結）
- ドラゴン大陸興亡記シリーズ
- 死霊戦士ギィル・ブレイド
- ソードワールド短編集（複数作家の合作によるシェアード・ワールド・ノベルズであるため一部作品）
- 妖魔夜行シリーズ（ソードワールドシリーズと同じくシェアード・ワールド・ノベルズ）
- 百鬼夜翔シリーズ（上記妖魔夜行の続編作品）

### ゲーム
- ソード・ワールド2.5
- ソード・ワールド2.0
- デモンパラサイト（テーブルトークRPG、原案を担当）
- パラサイトブラッド（同上）
- トンネルズ&トロールズ 『傭兵剣士』（リプレイ担当）